# Armand Augustin Louis de Caulaincourt
Armand Augustin Louis de Caulaincourt, I duca di Vicenza, V marchese di Caulaincourt (Caulaincourt, 9 dicembre 1773 – Parigi, 19 febbraio 1827), è stato un nobile, generale e diplomatico francese.
Era figlio del marchese Gabriel Louis de Caulaincourt e di Anne Joséphine de Barandier de La Chaussée d'Eu.

## Biografia
Armand de Caulaincourt nacque in una nobile famiglia della cittadina omonima, nella regione francese della Piccardia. Entrò nell'esercito all'età di 15 anni, con il grado di sottotenente, e nel 1791 divenne aiutante di campo del padre. Nel 1792 ottenne il grado di capitano, ma in quello stesso anno venne incarcerato, probabilmente perché si era inimicato i democratici a causa del suo atteggiamento altezzoso. Fu comunque liberato ma a condizione di servire nell'esercito come semplice granatiere. Tre anni più tardi, grazie all'intercessione del generale Hoche, fu reintegrato nel grado di capitano. Purtuttavia, nei successivi dieci anni di servizio, la sua ascesa di grado fu molto lenta.
Fu nominato colonnello nell'Armata del Reno nel 1799. Avendo precedentemente seguito il suo diretto superiore a Venezia e Costantinopoli, fu considerato adatto dal ministro degli esteri Talleyrand per compiere una missione diplomatica a San Pietroburgo nel 1801. Ufficialmente la sua era una missione di protocollo per presentare le congratulazioni della Francia al nuovo zar Alessandro I di Russia, ma l'intenzione della Francia era quella di utilizzare Caulaincourt per chiarire e possibilmente mettere fine all'influenza inglese nella corte russa. Al suo ritorno egli fu nominato aiutante di campo del Primo Console Napoleone Bonaparte, che lo prese a benvolere. Nel 1804 Bonaparte gli affidò l'incarico di catturare alcuni agenti del governo inglese a Baden, la qual cosa gli valse l'accusa di essere stato implicato nel sequestro del duca d'Enghien (avvenuto nello stesso luogo e anno), voluto da Napoleone per dare un segnale forte ai filo-borbonici. Caulaincourt negò sempre vigorosamente quell'accusa, ma il suo coinvolgimento è oggi dato per certo.
Con la nascita dell'Impero Caulaincourt ricevette vari riconoscimenti e il titolo di Duca di Vicenza nel 1808 (precedentemente aveva il titolo di marchese). Nel 1807 Napoleone lo volle di nuovo come ambasciatore a San Pietroburgo allo scopo di garantire che l'alleanza stipulata tra la Francia e la Russia a Tilsit reggesse. I suoi compiti furono molto più simili a quelli di una spia che di un diplomatico. Nel 1810 Caulaincourt consigliò strenuamente Napoleone di rinunciare ai suoi propositi d'invasione della Russia, ma ciò non impedì all'imperatore di gettarsi nell'impresa. Napoleone volle anzi con lui Coulaincourt durante la campagna per la sua grande conoscenza della mentalità dello zar e la sua conoscenza delle forze russe. Fu tra coloro che seguì Napoleone nella ritirata nel dicembre 1812 dalla Polonia a Parigi. E fu proprio nella campagna di Russia che, nella battaglia di Borodino, perse la vita il fratello di Armand Augustin, generale Auguste Jean-Gabriel de Caulaincourt.
Non volendo più al suo fianco Talleyrand, accusato di tradimento, Napoleone affidò tutti i negoziati a Caulaincourt. Fu lui a firmare l'armistizio di Pleswitz nel giugno 1813, a rappresentare la Francia al Congresso di Praga nell'agosto 1813, e alla firma del Trattato di Fontainebleau il 10 aprile 1814. Fu fatto senatore da Napoleone nel 1813. Durante i Cento Giorni, l'imperatore lo nominò ministro degli esteri della Francia: in quella veste si spese in tutti i modi per rassicurare i sovrani europei delle nuove pacifiche intenzioni del suo padrone, ma non venne creduto.
Inserito nella lista dei proscritti con la seconda restaurazione borbonica di Luigi XVIII, vi fu cancellato grazie al personale intervento dello zar Alessandro che aveva nei suoi confronti una lunga amicizia. Benché non seguisse Napoleone nell'esilio, Caulaincourt fu sempre tenuto in altissima considerazione dall'imperatore: come scrisse Emmanuel de Las Cases nel Memoriale di Sant'Elena, lui e il duca di Bassano, Maret, furono per Napoleone i due più leali servitori dell'Impero. Morì a Parigi nel 1827.
Massone, Caulaincourt fu membro della loggia parigina La Candeur.
Il suo nome è inciso sotto l'Arco di Trionfo di Parigi al pilastro ovest, colonna 31.
Caulaincourt è stato sepolto nel cimitero di Père-Lachaise.

## Araldica
|  |

|  |